# Augustin Barruel

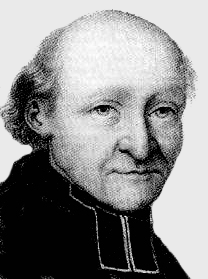
Augustin Barruel

Abatele Augustin Barruel (n. 2 octombrie 1741, Villeneuve-de-Berg, Ardèche- d. 5 octombrie 1820, Paris) a fost un preot iezuit francez. 
În prezent este cel mai cunoscut pentru teoria conspirației privind Iluminații bavarezi și Iacobinii care a fost prezentată în tratatul său Mémoires pour servir à l'Histoire du Jacobinisme, scris în franceză dar prima oară publicat în engleză în 1797-1798 (Memoirs Illustrating the History of Jacobinism). Pe scurt, Barruel a scris că Revoluția franceză a fost planificată și înfăptuită de către societățile secrete.
Barruel, un iezuit exilat din Franța, folosind niște idei plagiate de la John Robison⁠(en)[traduceți], a enunțat o teorie conspirativă că evreii, francmasonii și illuminati vor să dărâme toate monarhiile plus Vaticanul, pentru a fonda o republică mondială. Dar Barruel nu acuza pe toți masonii și se considera pe sine mason. Barruel acuza Templierii că au supraviețuit în ascuns și s-au infiltrat în Francmasonerie, în scopul de a distruge creștinismul.
Ideea originală a lui Barruel a fost să-i înfățișeze pe evrei ca fiind angajați într-o conspirație globală, o forță motrice a istoriei lumii (până atunci, consensul general era că evreii sunt prea lipsiți de putere să facă asta). Mai târziu, Barruel s-a abținut de la republicarea cărții sale „de teamă că aceasta ar duce la un masacru al evreilor”.